# Tunnel de Caluire
De Tunnel de Caluire is een tunnel voor het wegverkeer in de Franse stad Lyon en de gemeente Caluire-et-Cuire. De tunnel maakt deel uit van de Boulevard périphérique nord de Lyon aan de noordzijde van de stad. De twee tunnelbuizen werden gebouwd in de periode 1994 tot 1999. De tunnel heeft een lengte van 3252 meter. De eerste tunnelbuis werd in 1997 geopend, in 1999 was de tunnel geheel in gebruik. Er maken ongeveer 43.000 motorvoertuigen per dag gebruik van de tunnel.